# Чечено-Інгушська Автономна Радянська Соціалістична Республіка
Чече́но-Інгу́ська Автоно́мна Радя́нська Соціалісти́чна Респу́бліка (Чечено-Інгуська АРСР) чеч. Нохч-ГІалгІайн Автономни Совецки Социалистически Республика, інг. Нохч-ГІалгІай Автономни Советски Социалистически Республика) — адміністративно-територіальна одиниця РРФСР, що існувала з 1936 до 1944 та з 1957 до 1992 роки.
Столиця — місто Грозний.

## Історія

### Перший період 1936—1944 роки
З ухваленням нової сталінської конституції 5 грудня 1936 року Чечено-Інгуську автономну область було виведено зі складу Північно-Кавказького краю та перетворено у Чечено-Інгуську АРСР.
Під час Другої світової війни у 1942—1943 роках невелику частину Чечено-Інгуської АРСР окуповано Німеччиною. У лютому 1944 року чеченці й інгуші були звинувачені в колабораціонізмі та депортовані до Казахстану та Киргизстану (операція «Чечевиця»). 7 березня 1944 року Чечено-Інгуську АРСР перетворено в Грозненський округ у складі Ставропольського краю. Однак вже 22 березня округ було скасовано, а колишню територію республіки поділено між Північно-Осетинською АРСР, Дагестанською АРСР, Грузинською РСР та знов створеною Грозненською областю РРФСР.

### Другий період 1957—1992 роки
9 січня 1957 року Чечено-Інгуську АРСР відновлено, причому в дещо інших кордонах, ніж за скасування; у її складі залишились передані 1944 року зі Ставропольського краю до Грозненської області Наурський і Шелковський райони з переважно російським населенням, але при цьому їй не було повернено Приміський район, що залишився в Північній Осетії. Площа республіки після відновлення становила 19 300 км².
У серпні 1958 року в Грозному відбулися масові заколоти, приводом для яких слугувало вбивство на побутовому ґрунті.
1973 року після погромів у чечено-інгуській столиці (15-18 січня) ухвалено постанову ЦК КПРС «Про антигромадські націоналістичні прояви в м. Грозному». В республіку виїхала група працівників ЦК КПРС і Ради міністрів РРФСР. Після повернення групи до Москви відділ пропаганди ЦК КПРС та відділ організаційно-партійної роботи ЦК КПРС підготували спеціальний звіт, у якому, зокрема, йшлося про те, що націоналістично налаштовані особи припускалися образ, погроз, хуліганських дій, насилля відносно громадян інших національностей, особливо росіян, що змушувало останніх виїжджати за межі республіки. Як приклад наводиться Сунженський район, який «за останні три роки» залишили 9 тисяч росіян, зокрема в першому кварталі 1973 року 780 осіб.

### Присмерк Чечено-Інгуської АРСР
У листопаді 1990 року Верховна Рада Чечено-Інгуської АРСР проголосила суверенітет, а 24 травня 1991 року згідно з поправками до конституції РРФСР автономна республіка стала називатися Чечено-Інгуською Радянською Соціалістичною Республікою (попри те, що ця поправка не відповідала чинній Конституції СРСР).
8 червня 1991 року з ініціативи Дудаєва в Грозному зібралася частина делегатів Першого чеченського національного з'їзду, яка проголосила себе Загальнонаціональним конгресом чеченського народу (ЗКЧН). Одразу після цього було проголошено Чеченську Республіку Нохчі-чо (Чеченська Республіка Ічкерія), а керівників Верховної Ради республіки оголошено узурпаторами. Події 19-21 серпня 1991 року стали каталізатором соціально-політичного вибуху в Чечено-Інгушетії.
27 жовтня 1991 року під контролем прибічників виконкому ЗКЧН проведено вибори президента та парламенту Чеченської Республіки Ічкерія.
Інгуська Республіка (згодом перейменована в Республіку Інгушетія) після розпаду Чечено-Інгуської АРСР взяла курс на лояльність Росії, у той час, як Чеченська Республіка, яку в жовтні 1991 року очолив згадуваний Джохар Дудаєв, оголосила про вихід зі складу Росії й до початку Першої чеченської війни в грудні 1994 року користувалася фактичною незалежністю. Конституція ЧРІ, ухвалена парламентом республіки 2 березня 1992 року, скасовувала чинність конституції ЧІАРСР 1978 року.
10 грудня 1992 року внесено поправки до Конституції РРФСР 1978 року: Чечено-Інгушетію поділено на Інгуську республіку та Чеченську республіку, межа між якими залишилася незатвердженою навіть дотепер. Поправки було опубліковано 29 грудня 1992 року в «Російській газеті» (рос. «Российской газете»).

## Адміністративний поділ[7]
Після перетворення Чечено-Інгуської АО в Чечено-Інгуську АРСР до складу республіки входило 1 місто обласного підпорядкування Грозний і 24 райони.
Після відновлення Чечено-Інгуської АРСР 9 січня 1957 року до її складу ввійшли 2 міста республіканського підпорядкування (Грозний і Малґобек) і 16 районів.
Станом на 1990 рік до складу республіки входили 3 міста республіканського підпорядкування:
- Грозний
- Гудермес
- Малґобек

і 15 районів:
1. Ачхой-Мартановський — с. Ачхой-Мартан
2. Веденський — с. Ведено
3. Грозненський — м. Грозний
4. Гудермеський — м. Гудермес
5. Ітум-Калинський — с. Ітум-Кале
6. Малгобецький — м. Малґобек
7. Надтеречний — с. Знаменське
8. Назрановський — м. Назрань
9. Наурський — станиця Наурська
10. Ножай-Юртовський — с. Ножай-Юрт
11. Сунженський — станиця Орджонікідзевська
12. Урус-Мартановський — м. Урус-Мартан
13. Шалінський — м. Шалі
14. Шатойський — с. Шатой
15. Шелковський — станиця Шелковська

## Населення
Динаміка чисельності населення республіки:
| Рік  | Населення, осіб | Джерело                          |
| ---- | --------------- | -------------------------------- |
| 1939 | 697 009         | Перепис населення СРСР 1939 року |
| 1959 | 710 424         | Перепис населення СРСР 1959 року |
| 1970 | 1 064 471       | Перепис населення СРСР 1970 року |
| 1979 | 1 153 450       | Перепис населення СРСР 1979 року |
| 1989 | 1 275 513       | Перепис населення СРСР 1989 року |

Національний склад Чечено-Інгуської АРСР
| Народ    | 1959, тис. осіб | 1970, тис. осіб | 1979, тис. осіб | 1989, тис. осіб |
| -------- | --------------- | --------------- | --------------- | --------------- |
| чеченці  | 244,0 (34,3 %)  | 508,9 (47,8 %)  | 611,4 (52,9 %)  | 734,5 (57,8 %)  |
| росіяни  | 348,3 (49,0 %)  | 367,0 (34,5 %)  | 336,0 (29,1 %)  | 293,8 (23,1 %)  |
| інгуші   | 48,3 (6,8 %)    | 113,7 (12,0 %)  | 134,7 (11,7 %)  | 163,8 (12,9 %)  |
| вірмени  | 13,2 (1,9 %)    | 14,5 (1,4 %)    | 14,6 (1,3 %)    | 14,8 (1,2 %)    |
| українці | 13,7 (1,9 %)    | 12,7 (1,2 %)    | 12,0 (1,0 %)    | …               |